# Gerwyn Price
Gerwyn Price (Markham, 7 maart 1985) is een dartsspeler uit Wales. Hij won op 3 januari 2021 voor het eerst in zijn carrière het PDC World Darts Championship, waarmee Price tevens voor de eerste keer in zijn carrière de nummer één werd op de wereldranglijst. Michael van Gerwen raakte hierdoor na zeven jaar de koppositie kwijt op de PDC Order of Merit. Hij won in de finale met 7-3 in sets van voormalig wereldkampioen Gary Anderson.

## Carrière
Price werd in 2014 actief binnen de PDC. Hij kwalificeerde zich in 2015 voor het eerst voor het PDC World Darts Championship.
Voor Price zich in 2014 volledig toelegde op darts, speelde hij rugby. Hiermee moest hij stoppen omdat hij ook portier was bij een discotheek en hij daar tijdens een gevecht flink gewond raakte. Hierdoor besliste Price om te stoppen met rugby en voor darts te gaan. Hij kwam uit voor onder meer Cross Keys in de Welsh Premier Division, voor South Wales Scorpions in de Rugby League en voor Glasgow Warriors in de Pro 12.
Tijdens de UK Open van 2017 kwam Price in de finale uit tegen Peter Wright, van wie hij met 11-6 in legs verloor. Tijdens de World Cup of Darts 2017 kwam hij samen met Mark Webster uit voor Wales. In de finale werd met 3-1 in sets verloren van de Nederlanders Raymond van Barneveld en Michael van Gerwen.
Price won op 18 november 2018 de Grand Slam of Darts 2018 door in de finale Gary Anderson met 16-13 in legs te verslaan.
Een jaar later, op 17 november 2019, won Price ook de Grand Slam of Darts 2019. Deze keer won hij in de finale met 16-6 van Peter Wright.
Price bereikte op het WK 2020 de halve finales. Hij verloor daarin met 6-3 van Peter Wright. Voor Price was dit zijn tot dan toe beste prestatie op een PDC-WK.
Op 1 maart 2020 won Price de allereerste editie van het Belgian Darts Championship, een van de Euro Tour toernooien. Hij versloeg in de finale de Engelsman Michael Smith met 8-3. Op 20 september 2020 won Price de World Series of Darts door in de finale Rob Cross te verslaan met 11-9.
Op 12 oktober 2020 wist Price de World Grand Prix op zijn naam te schrijven door Dirk van Duijvenbode met 2-5 in sets te verslaan. Op 8 november 2020 won Price samen met Jonny Clayton de World Cup of Darts voor Wales, door in de finale Rob Cross en Michael Smith te verslaan.
Op 3 januari 2021 kroonde hij zich tot wereldkampioen. Hij versloeg in de finale van het PDC World Darts Championship 2021 de Schot Gary Anderson met 7-3 in sets. Hiermee steeg Price meteen naar de nummer 1-positie op de PDC Wereldranglijst, waarmee hij Michael van Gerwen na bijna 8 jaar van die positie stootte. Later in 2021 won Price beide European Tour toernooien van dat jaar: de Hungarian Darts Trophy en de Gibraltar Darts Trophy. Price versloeg in de finales hiervan respectievelijk Michael Smith en Mensur Suljović. In 2022 won Price opnieuw een European Tour: hij schreef voor de derde keer in zijn carrière de International Darts open op zijn naam door in de finale te winnen van Peter Wright.
De eerste plek op de Order of Merit raakte Price na de UK Open in maart 2022 kwijt aan Peter Wright. Door de halve finale op de World Matchplay van dat jaar te bereiken en zo verder te geraken op het toernooi dan de Schot, pakte Price na iets meer dan vier maanden de eerste plek terug.
In augustus 2022 won Price zijn eerste World Series-titel. Tijdens de New Zealand Darts Masters versloeg hij Ben Robb, James Wade, Dimitri Van den Bergh en Jonny Clayton.
In juni 2023 won Price samen met Jonny Clayton voor een tweede keer de World Cup of Darts. In de finale gingen de Welshmen met 10-2 langs de Schotten Gary Anderson en Peter Wright.
Na vlot zijn groep te hebben gewonnen in de Grand Slam of Darts verloor Price op 15 november 2023 in de tweede ronde met 10-6 tegen Gary Anderson. Price blijft daardoor op een vijfde plaats in de Order of Merit.
In juni 2024 won de Welshman de Nordic Darts Masters. Hij versloeg Madars Razma, Dimitri Van den Bergh en Michael Smith, waarna hij in de finale met een uitslag van 8-5 aan Rob Cross voorbijging. In augustus 2024 won Price de Australian Darts Masters. Hij versloeg Brenton Lloyd, Damon Heta en Peter Wright, waarna hij in de finale met 8-1 Luke Littler versloeg.
Price schreef in juli 2025 de Poland Darts Masters op zijn naam. Hij versloeg Sebastian Białecki, Chris Dobey en Rob Cross om de finale te bereiken, waarin hij met een uitslag van 8-7 Stephen Bunting passeerde. Diezelfde maand won Price het Baltic Sea Darts Open. Hij versloeg William O'Connor, Wessel Nijman en Luke Humphries voor een plek in de finale. Daarin ging hij met een uitslag van 8-3 langs Gary Anderson.

## Resultaten op wereldkampioenschappen

### PDC
- 2015: Laatste 64 (verloren van Peter Wright met 0-3)
- 2016: Laatste 64 (verloren van Andrew Gilding met 0-3)
- 2017: Laatste 64 (verloren van Jonny Clayton met 1-3)
- 2018: Laatste 16 (verloren van Michael van Gerwen met 2-4)
- 2019: Laatste 64 (verloren van Nathan Aspinall met 2-3)
- 2020: Halve finale (verloren van Peter Wright met 3-6)
- 2021: Winnaar (gewonnen van Gary Anderson met 7-3)
- 2022: Kwartfinale (verloren van Michael Smith met 4-5)
- 2023: Kwartfinale (verloren van Gabriel Clemens met 1-5)
- 2024: Laatste 32 (verloren van Brendan Dolan met 2-4)
- 2025: Kwartfinale (verloren van Chris Dobey met 3-5)

## Resultaten op de World Matchplay
- 2015: Kwartfinale (verloren van Peter Wright met 7-16)
- 2016: Laatste 16 (verloren van Adrian Lewis met 5-11)
- 2017: Laatste 32 (verloren van Phil Taylor met 5-10)
- 2018: Laatste 32 (verloren van Joe Cullen met 3-10)
- 2019: Laatste 32 (verloren van Stephen Bunting met 12-13)
- 2020: Laatste 32 (verloren van Danny Noppert met 7-10)
- 2021: Kwartfinale (verloren van Dimitri Van den Bergh met 9-16)
- 2022: Runner-up (verloren van Michael van Gerwen met 14-18)
- 2023: Laatste 16 (verloren van Joe Cullen met 11-13)
- 2024: Laatste 16 (verloren van Ross Smith met 9-11)
- 2025: Kwartfinale (verloren van Josh Rock met 11-16)